# Lâm Quang Đại
Lâm Quang Đại (sinh 17 tháng 4 năm 1962) là một chính trị gia, sĩ quan cao cấp của Quân đội nhân dân Việt Nam, hàm Trung tướng, là đại biểu quốc hội Việt Nam khóa XIV thuộc đoàn đại biểu quốc hội Thành phố Hồ Chí Minh. Ông từng là Bí thư Đảng ủy, Chính ủy Quân chủng Phòng không – Không quân.

## Tiểu sử
Lâm Quang Đại sinh ngày 17 tháng 4 năm 1962 ở thôn Quan Lộc, xã Tiên Động, huyện Tứ Kỳ, tỉnh Hải Dương. Tháng 3 năm 1980, ông trúng tuyển vào Trường dự bị bay Không quân và sau đó thì được cử đi học lái máy bay quân sự tại Kracnodar (Liên Xô). Đến tháng 12 năm 1983, ông về nước và trở thành Phi công quân sự với hàm Trung úy. Từ năm 1983 đến năm 1992, ông lần lượt trải qua các chức vụ Biên đội trưởng e923, f372 với quân hàm Thượng úy; Phi Đội phó, Tham mưu trưởng e937, f372 với quân hàm Đại úy. Tháng 9 năm 1992, ông được thăng hàm Thiếu tá và cử đi học tại Học viện Chính trị - Quân sự. Ba năm sau ông tốt nghiệp và trở thành Phi đội phó Chính trị, Phó Chủ nhiệm Chính trị e937, f370. Trong khoảng thời gian từ 1995 đến 2002, ông được thăng hàm Trung tá và đảm nhiệm Phó Trung đoàn trưởng về Chính trị, Bí thư Đảng ủy e937, f370 của Quân chủng Phòng không – Không quân.
Từ năm 2002 đến 2010, ông lần lượt được thăng hàm Thượng tá và Đại tá, đảm nhiệm Phó Chủ nhiệm Chính trị, Phó Sư đoàn trưởng về Chính trị, Bí thư Đảng ủy và Chính ủy Đoàn không quân B.70. Tháng 2 năm 2010, ông được bổ nhiệm làm Phó Chủ nhiệm Chính trị Quân chủng Phòng không – Không quân. Đến tháng 6 năm 2015, ông được thăng hàm Thiếu tướng và bổ nhiệm làm Phó Chính ủy Quân chủng Phòng không – Không quân. Ông được thăng làm Chính ủy một năm sau đó. Ngày 8 tháng 6 năm 2016, ông trúng cử đại biểu quốc hội Việt Nam khóa XIV với tỷ lệ số phiếu là 60,36%. Tháng 5 năm 2019, ông được thăng hàm Trung tướng. Trong Đại hội Đảng bộ Quân chủng Phòng không – Không quân năm 2020, ông tiếp tục được bầu giữ chức vụ Bí thư Đảng ủy.

## Lịch sử phong quân hàm
| Năm thụ phong | 1983     | 1986      | 1989   | 1993     | 1997     | 2002      | 2006   | 2015        | 2019        |
| ------------- | -------- | --------- | ------ | -------- | -------- | --------- | ------ | ----------- | ----------- |
| Cấp bậc       | Trung úy | Thượng úy | Đại úy | Thiếu tá | Trung tá | Thượng tá | Đại tá | Thiếu tướng | Trung tướng |